# Paramaecium
A Paramaecium egy keresztény jellegű, ausztrál death-doom együttes volt. 1991-ben alakultak meg Melbourne-ben. 2006-ban feloszlottak. Nevük a papucsállatka latin nevének elírása (paramecium). Fő hatásukként a Cathedral-t és a My Dying Bride-ot jelölték meg.
A Paramaecium különlegességnek számított a doom metal műfajában, hiszen a keresztény szövegek nem igazán jellemzők a műfajra. Albumaikon olyan hangszerek is teret kapnak, mint a cselló vagy a hegedű.

## Tagok
- Andrew Tompkins – basszusgitár, éneklés
- Jason de Ron – gitár
- Jayson Sherlock – dobfelszerelés

Volt tagok
- Collin "Mosh" Mynard - gitár (1991–1992)
- Ian Arkley - gitár (1999)
- Mark Orr - dob (1999)
- Mark Kelson - gitár (1997–1999)
- Chris Burton - ritmusgitár (1995–1996)
- Steve Palmer - dob (1991–1993)

## Diszkográfia

### Stúdióalbumok
- Exhumed of the Earth (1993)
- Within the Ancient Forest (1996)
- A Time to Mourn (1999)
- Echoes from the Ground (2004)

## Egyéb kiadványok
- Silent Carnage (demó, 1991)
- Repentance (EP, 1996)